# Brand (dramat)
Brand (norw. Brand) – dramat norweskiego dramatopisarza Henrika Ibsena z 1866.

## Treść
Dramat był dziełem rozrachunkowym o gorzkiej i pełnej gniewu wymowie. Autor dokonywał w nim rozrachunku ze znienawidzonym przez siebie mieszczańskim oportunizmem, a także obłudą tych, którzy zdradzili wzniosłe ideały i poszli na kompromis z systemem. 
Utwór był pierwszym dziełem Ibsena, w którym skonstruował on bohatera niezgadzającego się z zastanym porządkiem świata i dążącego do jego gwałtownej jego przemiany, wyposażonego w szaleńczą odwagę formułowania swoich poglądów i przetwarzania innych na swoje podobieństwo.
Tytułowy pastor Brand (pol. Ogień) ma nie tylko odwagę, ale i niezłomną wolę. Usiłuje fanatycznie zbawiać ludzi wbrew ich woli, częstokroć stosując przemoc i gwałt. Z czasem podejmowane przez niego, usilne działania obracają się przeciw niemu. Stracił matkę, żonę i przyjaciół. Wpędziło go to w rozpacz i utratę wcześniej wyznawanych ideałów. Zaczął sobie zadawać pytania o sens przyjętej drogi życiowej. Otrzymał na to niejednoznaczną odpowiedź, że Bóg jest Bogiem miłości, co poraziło jego świadomość i rozciągnęło zwątpienie na wszystko, co wcześniej uczynił. Doszedł do wniosku, że nie fanatyzm, bohaterstwo i egoistyczna, kaznodziejska postawa proroka jest ważna, a liczy się wyłącznie miłość.

## Galeria

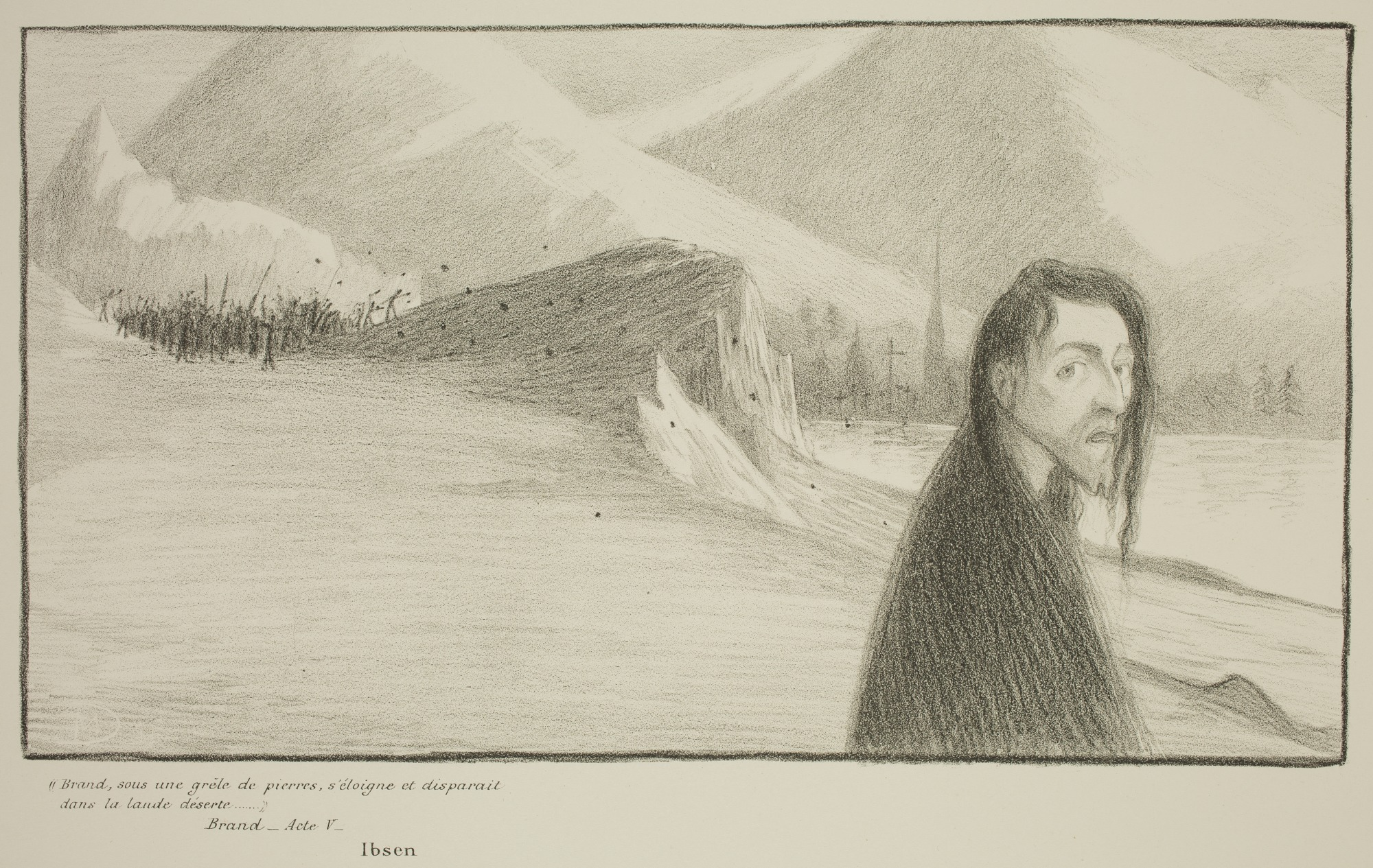
Plakat z litografią Maurice'a Dumonta z czerwca 1895 autorstwa Josepha Sattlera
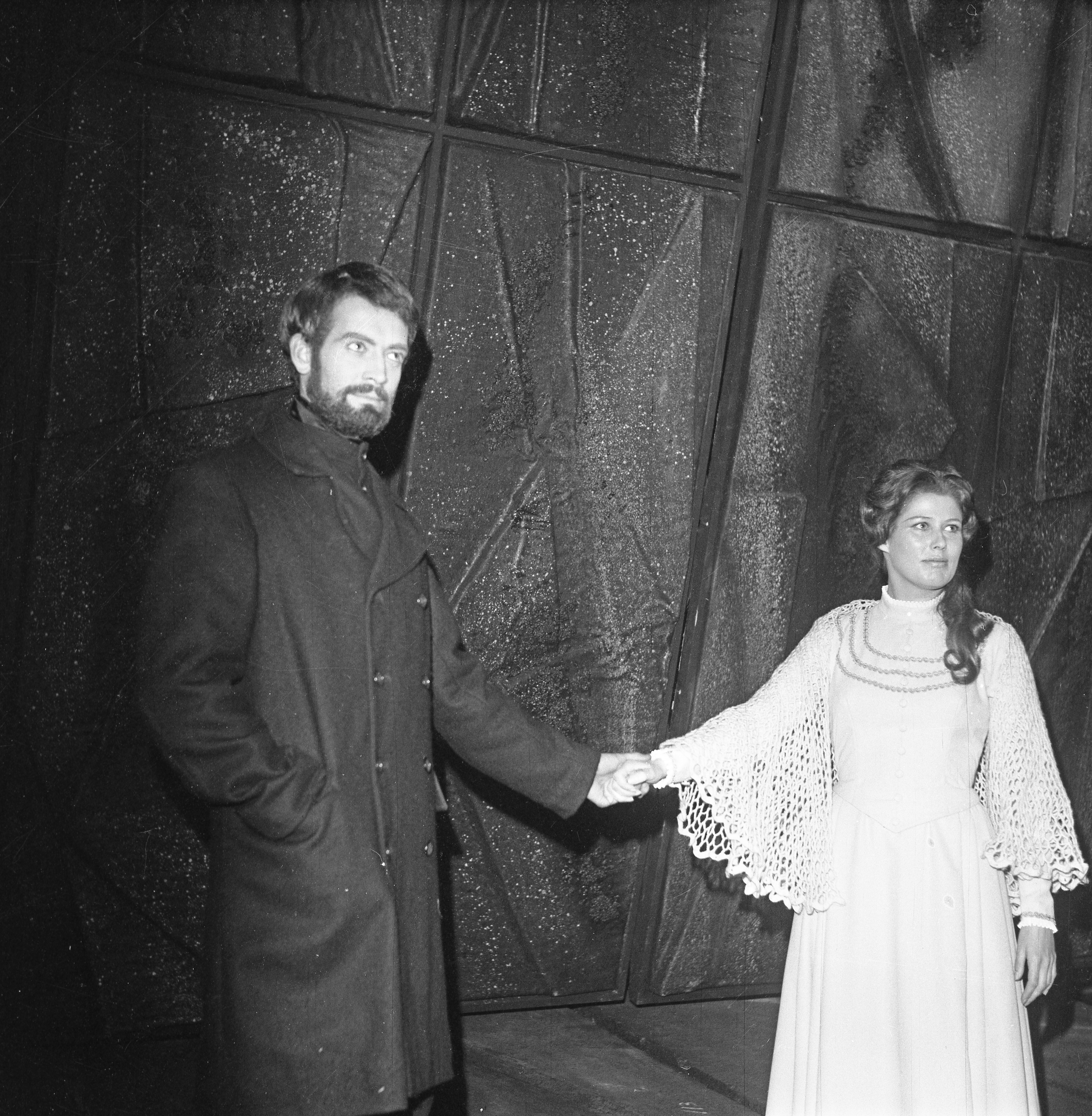
Arne Aas jako Brand i Inger Marie Andersen jako Agnes w Den Nationale Scene w Bergen (1968)
- Polskie tłumaczenie Jana Kasprowicza z 1923